# Georges Philippar (schip, 1932)
De Georges Philippar was een Frans passagiersschip op de lijn Marseille - Yokohama.
De Georges Philippar verving de Paul Lacat, die uitbrandde in 1928. Ook tijdens het bouwen van de boot woedde een korte brand op 29 november 1930, drie weken voor de vooropgestelde tewaterlating. Na herstelling van de schade kon het schip met enige vertraging in januari 1932 in dienst worden genomen.
Op terugreis van Yokohama en twee tussenstops in Shanghai en Colombo had het schip 518 passagiers en 347 bemanningsleden aan boord. Gedurende de reis ging twee keer vals het brandalarm af in het ruim. Maar op 16 mei was er een brand in een hut. Kapitein Vlieg besloot op hoge snelheid richting de Golf van Aden te varen om daar te stranden maar het schip brandde te hevig. Men sloot de waterdichte deuren te snel en een 90-tal passagiers, waaronder journalist Albert Londres stierven door verstikking of verbranding. Na noodsignalen evacueerde men het schip op 3 schepen die ter hulp kwamen. 677 opvarenden werden gered.
Het schip bleef nog brandend ronddobberen tot 19 mei alvorens het zonk in de buurt van Kaap Guardafui.